# Tarkus (brano musicale)
Tarkus è un brano musicale del gruppo musicale britannico Emerson, Lake & Palmer, traccia d'apertura dell'album omonimo, uscito nel 1971.

## Descrizione
Il testo, scritto da Greg Lake, racconta la storia di un essere fantastico, Tarkus, una creatura metà armadillo e metà carro armato della prima guerra mondiale, il cui unico scopo è combattere. Dal punto di vista musicale si tratta di suite della durata di oltre venti minuti e suddivisa in sette atti, composti in maggior parte da Keith Emerson; fa eccezione The Battlefield, scritta da Lake, che contribuisce in modo prevalente, ma non esclusivo, anche alla musica di Stones of Years e Mass.
È una delle più famose suite del rock progressivo di inizio anni '70 (insieme ad altre come Close to the Edge degli Yes e Firth of Fifth dei Genesis), nonché uno dei brani più emblematici del terzetto e della loro commistione di elementi rock, jazz e musica classica. Le sette sezioni del brano sono: Eruption (basata su un'armonia quartale e un tempo di 5/8), Stones of Years, Iconoclast, Mass, Manticore, Battelfield, Aquatarkus.